# Colonel Bleep
Colonel Bleep este un serial animat american din 1957, primul serial color de desene animate⁠(d) realizat pentru televiziune. A fost creat de Robert D. Buchanan⁠(d) și Jack Schleh în 8 iunie 1956 și a fost animat de Soundac, Inc. din Miami. Serialul a fost difuzat inițial în 21 septembrie 1957 ca parte a emisiunii Uncle Bill's TV Club. Au fost produse o sută de episoade, cu durata între trei și șase minute.

## Rezumat
În 1945, prima explozie nucleară de pe Pământ are consecințe cosmice: Scratch, un om al cavernelor⁠(d) din Epoca de piatră, este trezit din hibernare și transportat în prezent de explozie, fapt care îi îngrijorează pe locuitorii exoplanete Futura. Futurienii, o rasă extraterestră cu capete în formă de triunghiuri Reuleaux⁠(d) și corpuri subțiri, îl trimit pe colonelul Bleep să investigheze situația. După ce ajunge pe Pământ, acesta îl numește pe Scratch în funcția de adjunct, Bleep reprezentând viitorul, iar Scratch trecutul. Reprezentantul prezentului este Squeak, o păpușă cu pălărie de cowboy („un băiat nonșalant... foarte asemănător cu tine”) și fost actor. Deși inițial personajul nu putea vorbi, această idee a fost abandonată și Squeak a vorbit ocazional în unele episoade. Împreună, cei trei stabilesc o bază pe Insula Zero Zero⁠(d) din Oceanul Atlantic pentru a proteja sistemul solar al Pământului de amenințările extraterestre.
Colonelul Bleep are o cască transparentă rotundă, cu o elice de elicopter și două antene. Elicea, folosită împreună propriul său monociclul, îi permite lui Bleep să călătorească prin spațiu. Antenele sale emit fascicule de „energie futomică” (un cuvânt telescopat format din future și atomic) care se manifestă în diverse moduri, deseori sub forma unui pistol cu laser⁠(d). Cantitatea de energie futomică pe care colonelul Bleep o poate absorbi pe moment era finită, iar în câteva episoade rămâne fără energie și devine vulnerabil. De asemenea, au existat situații în care căldura generată de fasciculul futomic reprezenta un pericol pentru aceștia. Elicea colonelului putea fi utilizată și ca burghiu. Principalele arme ale lui Scratch erau puterea sa supraumană⁠(d) și o bâtă. Squeak, în afară de intuiția sa inexplicabilă și capacitatea de a se mișca pe cont propriu, nu avea puteri identificabile.
Serialul a fost puternic influențat de era spațială. Uneori, planeta Futura și locuitorii săi putea fi văzuți. Acțiunea are loc în sistemul nostru solar, fiind prezentate diversele forme de viață inteligente ce populează majoritatea planetelor. Călătoriile interplanetare sunt posibile cu ajutorul roboților, iar o stație spațială, X-1, este centru de transport. Precizia științifică a variat foarte mult în funcție de episod.
Nu exista un format standard pentru episoade. În unele episoade, Scratch urma instrucțiunile lui Bleep, în timp ce Squeak își neglija obligațiile și intra în belele; în alte episoade, cei trei vizitau zone precum Congoul Belgian sau New Orleans, fără să intre în vreun conflict. De cele mai multe ori însă, aceștia luptau împotriva răufăcătorilor intergalactici, cei mai cunoscuți fiind puternicul răufăcător Dr. Destructo, care a scăpat din inelele lui Saturn la începutul serialului; Bruto, Robotul negru, fostul slujitor al lui Dr. Destructo; Black Patch, un pirat spațial⁠(d), și Cavalerul negru⁠(d) de pe planeta Pluto.

## Producție
Colonel Bleep a fost produs de Soundac, Inc. Aceasta a fost înființată inițial în 1951 în Buffalo, New York de Bobby Nicholson⁠(d). După ce Nicholson a părăsit compania, Robert D. Buchanan⁠(d) a preluat funcția. În 1955, Soundac s-a mutat în Miami, Florida.
O colecție de articole utilizate într-o emisiune au prezentat conceptul inițial al serialului: scurtmetraje animate care au stat la baza unui spectacol pentru copii cu chestionare, ghicitori și conținut interactiv. Serialul a fost preluat de Richard H. Ullman în Buffalo, iar segmentul a fost sponsorizat de lanțul de magazine canadian Loblaws⁠(d).
Titlul de lucru al serialului a fost The Adventures of Colonel Bleep.  Animația era animație limitată, așa cum era tipic animației televizate din acea epocă. Prezentatorul local de știri - Noah Tyler - a fost naratorul emisiunii și a furnizat practic toate vocile personajelor (majoritatea personajelor erau mute). Jack Schleh a regizat toate episoadele. Designul seriei a fost puternic influențat de stilul futurist googie⁠(d) din anii 1950 și 1960. De asemenea, Schleh și Buchanan au produs o serie de desene animate de fitness pentru copii prin intermediul Soundac intitulate The Mighty Mister Titan. Serialul a avut premiera pe 1 ianuarie 1964, având în total 100 de episoade.